# Les Achards
Les Achards község Franciaország Loire mente régiójában, Vendée megyében. Új községként 2017. január 1-jén jött létre La Mothe-Achard és La Chapelle-Achard község egyesítésével. Az egyesüléskor az új község lélekszáma 4889 fő lett. Lakosainak száma 5451 fő (2022. január 1.).

## Népesség
| Lakosok száma | 4925 | 5063 | 5189 | 5271 | 5331 | 5391 | 5451 |
|               | 2015 | 2017 | 2018 | 2019 | 2020 | 2021 | 2022 |